# Portelas
As Portelas ou Alta Seabra são uma região ou subcomarca inserida dentro da comarca de Seabra (Sanabria), no noroeste da província de Samora, em Castela e Leão, Espanha. Compõe-se de quatro municípios — Ermesende, Porto de Seabra, Pias e Lubián —, bem como o lugar de Pedralva da Pradaria, totalizando uma superfície de 447,87 km² e uma população de 964 habitantes em 2014 (2,15 hab./km²). Situada na raia galega, é uma zona historicamente galegofalante, mas sem o reconhecimento oficial do idioma.
O gentílico utilizado para os seus residentes é o de portelã(o) (portelao/á).